# Ercole (Marvel Comics)
Ercole (Hercules) è un personaggio dei fumetti pubblicato dalla Marvel Comics; è una delle versioni a fumetti della celebre figura mitologica. Una prima incarnazione fumettistica di questo personaggio venne elaborata già ai tempi della Timely Comics. Da notare come esista una versione omologa e omonima della DC Comics, l'altro grande editore statunitense di supereroi.

## La versione Timely Comics
Hercules è un personaggio dei fumetti creato nel 1940, pubblicato dalla Timely Comics (poi diventata Marvel Comics).

### Biografia del personaggio
Lo scienziato idealista Dott. David abbandona la civiltà per poter allevare il figlio come un elemento di perfezione fisica e mentale. Nei venti anni successivi, crescendo su una solitaria Isola Artica, il ragazzo si fortifica nel corpo, imparando a sostenere la rigidità del clima e la fatica del lavoro, e sviluppa una grande intelligenza.
Dopo la morte del padre, il ragazzo viene rintracciato da due proprietari di circo, che lo catturano e lo portano in America per farlo esibire come attrazione, come «Hercules, il più alto titano di tutti i tempi.» (È un gigante alto 304,8 centimetri).
Durante un'intervista, un toro fugge dal recinto e cerca di attaccare Hercules e la giornalista: senza alcun problema, Hercules afferra l'animale per le corna e gli torce il collo. Hercules decide quindi di lasciare il circo per cercare altrove il suo destino: proprio mentre i due proprietari cercano di impedirglielo, una diga nelle vicinanze crolla. Per impedire che l'acqua travolga centinaia di persone, Hercules riesce a costruire un'altra diga, utilizzando tronchi e grosse pietre.
Nel fascicolo successivo Hercules (di nuovo al circo) si guadagna la copertina di Mystic Comics e ferma le trame di Lemo, l'inventore di un mostro meccanico. Nonostante l'arsenale di Lemo, quando questi cattura Hercules per sottoporlo a chirurgia cerebrale e renderlo suo schiavo, l'eroe riesce a sconfiggerlo e a distruggerne la tenuta. Questa è l'ultima apparizione di Hercules.

### Pubblicazioni statunitensi
Apparizioni Golden Age:
- Mystic Comics n. 3 e n. 4 (giugno e agosto 1940)

## La versione Marvel Comics
(Esclamazione tipica di Ercole)
Ercole (Hercules) è un personaggio dei fumetti creato da Stan Lee e Jack Kirby nel 1965 sulla rivista Journey into Mystery with The Mighty Thor Annual n. 1, pubblicato dalla Marvel Comics. Il personaggio è basato sulla figura della mitologia greca Eracle.

### Biografia del personaggio
Ercole nacque da una donna mortale, Alcmena, e dal re degli dei, Zeus, il quale sedusse la donna presentandosi a lei con le sembianze del marito, Anfitrione, re di Trezene.
Fin da piccolo Ercole diede prova di essere dotato di una forza straordinaria: a neppure un anno strangolò due serpenti che lo avevano attaccato. Diventato adulto affrontò le cosiddette dodici fatiche, dimostrandosi degno dell'immortalità agli occhi di Zeus.
Le dodici fatiche erano:
1. uccidere l'invulnerabile Leone nemeo
2. uccidere l'immortale Idra di Lerna
3. catturare il Cinghiale di Erimanto
4. catturare la Cerva di Cerinea dalle corna d'oro
5. allontanare gli Uccelli del lago Stinfalo
6. ripulire in un giorno le Stalle di Augia (in realtà questa fatica fu compiuta dall'Eterno chiamato Dimenticato, che fu spesso scambiato per Ercole)
7. catturare il toro di Minosse, re di Creta
8. rubare le Cavalle di Diomede
9. rubare la cintura di Ippolita, regina delle Amazzoni
10. rubare i buoi di Gerione, un mostro alato con tre teste, tre corpi e sei braccia
11. rubare i pomi d'oro dal giardino delle Esperidi
12. portare a Micene Cerbero, il cane a tre teste guardiano degli Inferi

Nel portare a termine queste imprese Ercole si inimicò però alcuni dei: Ares, dio della guerra, a cui erano sacri gli uccelli del lago Stinfalo; Ade, re degli inferi, a cui fu temporaneamente sottratto Cerbero; uccidendo il leone di Nemea, l'Idra e altre mostruose creature si mise contro Tifone.
Fu però il Centauro Nesso a colpire più gravemente Ercole: dopo averne rapito la moglie Deianira, il centauro fu da questi ferito con una freccia. Fingendo il pentimento, Nesso finse di spiegare a Deianira come mettere in atto un incantesimo d'amore usando il suo sangue, sapendo che questo ormai era stato avvelenato dal sangue dell'Idra di cui era imbevuta la freccia di Ercole. Tempo dopo, esasperata dall'ennesimo tradimento di Ercole, Deianira decise di usare il filtro d'amore e vi bagnò la tunica di Ercole. Quando l'eroe la indossò, il veleno fece effetto provocandogli dolori così forti che egli stesso si costruì una pira funeraria e vi diede fuoco. Zeus, tuttavia, intervenne consumando la pira e portando Ercole sull'Olimpo per farne un vero dio immortale.

#### Era moderna
Stanco della vita sull'Olimpo, Ercole inizierà a vagare per il mondo, e firmerà per errore un contratto con il dio dei morti Plutone.
A causa di ciò, rimarrà intrappolato nel mondo dei morti, ma verrà salvato da Thor, con il quale stringerà negli anni una grandissima amicizia. Dopo aver combattuto Hulk, Ercole, sotto la malefica influenza dell'Incantatrice, si contrappose ai Vendicatori. Quando Giove scoprì quello che stava accadendo, decise di intervenire e punì Ercole bandendolo dall'Olimpo. I Vendicatori decisero allora di perdonarlo e lo accolsero tra loro.
Qualche anno dopo, Ercole tornò comunque sul monte degli dei per riappacificarsi col padre ma lo trovò deserto a causa di Tifone, che aveva imprigionato gli dei nel Limbo. Pur essendo riuscito a sconfiggere Tartaro, la mostruosa creatura che Tifone gli aveva mandato contro, Ercole fu magicamente trasportato in una terra sconosciuta. Qui sconfisse una delle Erinni e riuscì a trovare gli dei. Giove perdonò il figlio e lo rimandò fra i mortali per un ultimo scontro con il Titano Tifone. Con l'aiuto dei Vendicatori, Ercole riuscì a battere Tifone e a romperne l'incantesimo, facendo ritornare gli dei sull'Olimpo.
Ercole per un certo periodo lasciò i Vendicatori e si stabilì a Los Angeles dove, assieme a Ghost Rider, la Vedova Nera e ai due ex X-Men Angelo e Uomo Ghiaccio, formò i Campioni di Los Angeles; il gruppo godette di vita breve e, successivamente, Ercole tornò a militare tra i "più potenti eroi della Terra". Ercole è rimasto per parecchio tempo nelle file dei Vendicatori come sostituto di Thor, ed è sempre stato molto fiero di combattere al fianco di eroi di tale valore.
Durante il periodo in cui fu Wasp a capo del gruppo, però, Ercole si sentì molto a disagio nel seguire gli ordini impartiti da una donna, e questa sua intolleranza venne pagata a caro prezzo: i Signori del male, comandati dal Barone Zemo (Helmut Zemo), occuparono la base dei Vendicatori tenendo prigionieri Jarvis e il Cavaliere Nero ed Ercole, disobbedendo a Wasp che intendeva rimandare l'assalto per studiare un'adeguata strategia, attaccò a testa bassa e venne massacrato da criminali forzuti quali Golia (Erik Josten), Mister Hyde e la Squadra Distruttrice, che lo ridussero in coma. Giove e gli dei dell'olimpo accusarono i Vendicatori per la sua sorte, ma fortunatamente Ercole si riprese in tempo da poter scagionare i suoi amici.
Per un breve periodo Ercole provò un certo timore in presenza della Squadra Distruttrice, rimanendo come bloccato in loro presenza, ancora sotto shock per quanto gli era accaduto, ma col l'aiuto del suo amico Eric Masterson riuscì a recuperare il suo leggendario coraggio, sconfiggendoli praticamente da solo e tornando a provare piacere per il "brivido della lotta".

#### Civil War
Ercole si schierò dalla parte di Capitan America contro Iron Man e riuscì a sconfiggere e distruggere il clone cyborg di Thor, creato da Iron Man, Hank Pym e Mister Fantastic, usando la copia del martello Mjolnir.

#### World War Hulk
Dato che in passato (quando militava con i Campioni di Los Angeles) aveva malgiudicato Hulk, scambiandolo per un aggressore quando in realtà stava cercando di soccorrere sua cugina Jennifer Walters (la futura She-Hulk), Ercole decide di aiutare il Golia Verde nella sua vendetta contro gli Illuminati, specie dopo aver saputo della morte di sua moglie Caiera, che ricorda al semidio la tragedia che lo colpì parecchi secoli fa, quando a causa di un maleficio di Hera, impazzì e uccise sua moglie e i suoi figli.

#### The Incredible Hercules
Al termine della guerra, finita con la resa di Banner, Ercole (che dopo questa saga diventa il protagonista della serie The Incredible Hulk, ribattezzata appunto Incredible Hercules, apposta per il semidio greco, poiché Banner era stato preso in custodia dallo S.H.I.E.L.D.) si consegna spontaneamente allo S.H.I.E.L.D. per non mettere più in pericolo la vita del giovane Amadeus Cho, ma quando alla base trova il fratellastro Ares, che lo obbliga a registrarsi e a ricostruire la Stark Tower distrutta da Hulk, cambia idea ed evade assieme a Cho, divenendo così un fuggitivo. Lo S.H.I.E.L.D. affida la sua cattura proprio al suo fratellastro, divenuto oggi un vendicatore proprio come lo fu Erc anni prima. Dopo esser riuscito a sfuggire alla cattura da parte del dio della guerra, Ercole si reca nel Vermont per chiedere rifugio alla sorella Atena, che sembra presagire l'avvento di una nuova guerra: quella contro gli Skrull.
Alleato ad altre divinità, la squadra di Ercole ha combattuto contro alcuni skrull, rimandandoli nella propria galassia.
Dopo di che, Ercole, Namora, Cho e Sub-Mariner sono corsi al salvataggio del dio Nettuno, tenuto prigioniero dalle Amazzoni.

#### Potenti Vendicatori
Sconfitte le Amazzoni, Erc e Cho hanno raggiunto Jarvis in Oklahoma con l'intento di reclutare eroi per una nuova formazione dei Vendicatori pronta ad affrontare l'origine di una nuova ondata di cataclismi sovrannaturali che sta colpendo la terra.
Jarvis suggerisce subito la scelta di Hank Pym come leader; inizialmente Pym rifiuta, proponendo proprio il mitologico Ercole al comando della squadra, ma lo stesso principe della forza insiste affinché sia il genio scientifico di Henry a guidarli. Gli eroi arrivano poi in Transia, terra d'origine di Wanda Maximoff, dove trovano la stessa Scarlet con un gruppetto di loro compagni pronti ad unirsi a loro per dar vita nuovamente agli Eroi più potenti della Terra.

### Il personaggio

#### Carattere e personalità
Caratterialmente Ercole (autodefinitosi anche il "Principe della forza", o il "Leone dell'Olimpo") è sempre molto allegro e amante della buona compagnia, apprezza molto il vino e le belle donne e si spazientisce molto facilmente.
Non sono poche, infatti, le volte che è arrivato alle mani con Thor, Hulk o la Cosa; questo perché, secondo lui, è il miglior modo di risolvere una disputa e per "misurare il valore di un guerriero".
Celebre è infatti la sua amicizia/rivalità con Thor: i due si conoscono -letteralmente- da molti secoli e sono stati amici e compagni in molte battaglie, ma il loro orgoglio li porta spesso ad affrontarsi in battaglie legate allo scopo di capire chi fra i due è il più forte. Ma, malgrado questo, Ercole rimane comunque un alleato prezioso e affidabile, dato che per lui l'onore e l'amicizia sono le cose più importanti. Infatti, a dispetto della sua brutalità verso i nemici, Ercole è un vero paladino del bene sempre pronto a sacrificarsi per un amico e per un innocente, e considera giustizia e sincerità i più alti valori morali. Questo gli ha permesso di fare squadra facilmente con supereroi campioni di onestà come Thor e Capitan America.

#### Poteri e abilità
Ercole è dotato di una resistenza e una forza sovrumana che gli ha consentito di sollevare la Statua della Libertà (242 tonnellate). La sua forza è tale da permettergli di abbattere pareti di titanio con un solo pugno e sbriciolare automobili senza fatica.
Ercole guarisce molto in fretta e, essendo immortale, non invecchia oltre una certa età ed è immune alle malattie. Inoltre indossando il mantello del Leone Nemeo egli può diventare assolutamente invulnerabile, poiché esso è impossibile da scalfire per qualsiasi arma. Le sue frecce sono inoltre imbevute nel sangue dell'Idra di Lerna e perciò il minimo contatto con esse causa dolori atroci e inguaribili. Ercole è inoltre un esperto di lotta greco-romana e dell'uso di moltissime armi, come arco e frecce.
Come arma Ercole usa una mazza in adamantio forgiata dal dio greco Efesto.

## Altre versioni

### Ultimate
Appare durante la saga di Ultimate Fantastic Four Crossover, quando Reed Richards viaggia in una linea temporale alternativa in cui le controparti dei supereroi sono tutte malvagie e viene attaccato da Ercole e She-Hulk.

### Marvel Zombi
Ercole compare brevemente in Marvel Zombi mentre tenta di uccidere Silver Surfer. Viene ucciso dagli altri Zombi che lo arrostiscono per mangiarlo.

### Vendicatori/JLA
Nel crossover che vede i Vendicatori opporsi al supergruppo DC Comics, Ercole si trova ad affrontare la principessa amazzone Wonder Woman, la quale si accanisce sul "principe della forza" poiché la versione del suo universo stuprò sua madre Ippolita durante una delle sue famose Dodici fatiche. L'Ercole della Marvel, invece, si era limitato a sedurre la regina delle Amazzoni avendo con lei un rapporto consensuale (infatti Wonder Woman si rivolge a Ercole chiamandolo "Predatore di Ippolita").

## Altri media

### Cinema

#### Marvel Cinematic Universe

Ercole interpretato da Brett Goldstein in Thor: Love and Thunder (2022)

Nel Marvel Cinematic Universe, Ercole è interpretato da Brett Goldstein. Appare in:
- Thor: Love and Thunder (2022)

### Televisione
Ercole appare in:
- The Marvel Super Heroes
- Insuperabili X-Men
- I Fantastici Quattro
- Super Hero Squad Show
- Avngers Assemble
- Hulk e gli agenti S.M.A.S.H.
- Disk Wars: Avengers

### Videogiochi
Ercole appare in:
- Marvel: La Grande Alleanza
- Marvel: La Grande Alleanza 2
- Marvel Super Hero Squad: The Infinity Gauntlet
- Marvel: Avegners Alliance
- Marvel Disk Wars: The Avengers - Ultimate Heroes
- Spider-Man Unlimited
- Marvel: Sfida dei campioni
- Marvel Avengers Academy